# Delta (métro de Bruxelles)
Pour les articles homonymes, voir Delta (homonymie).
Delta est une station de la ligne 5 du métro de Bruxelles située à Bruxelles, sur la commune d'Auderghem.

## Situation
La station est implantée en surface à côté de la gare de Delta.
Elle est située entre les stations Hankar et Beaulieu sur la ligne 5.

## Histoire
Cette station fut construite début des années 1970[Quand ?] en même temps que le début de l'autoroute E411 partant du boulevard du Triomphe vers Namur.
Elle fut construite, comme d'autres, dans le même vallon que la ligne 26 SNCB (Halle-Vilvorde-Malines). Elle n'est pas souterraine.
La station Delta se situe à l'endroit où la STIB implanta son Dépôt bus/métro. Dans ce dépôt de métro, les lignes sortant de la station vers le dépôt forment un Delta, d'où le nom.
La station de métro, l'avenue de Beaulieu et le dépôt ont été en partie réalisés sur un espace laissé vide par les travaux de construction de la ligne 26, commencés dès 1906. La ligne 26 aurait dû comporter une courbe de raccord avec la ligne 160 (Bruxelles - Tervueren), dont les terrassements et ouvrages d'art ont été réalisés mais dont les rails n'ont jamais été posés.
Malgré le fait que cette partie de la commune était en grande partie en friche, des rues durent être expropriées pour la construction du dépôt, telle la rue Joseph Lombaert et l'avenue Charles d'Orjo de Marchovelette.

## Service aux voyageurs

### Accès
La station compte quatre accès :
- Accès no 1 : situé rue Jules Cockx (équipé d'un escalator et d'un ascenseur) ;
- Accès no 2 : situé dans le campus de la plaine de l'ULB (équipé d'un escalator) ;
- Accès no 3 : entrée commune avec la gare (équipé d'un escalator) ;
- Accès no 4 : situé en face du précédent, de l'autre côté de la rue Jules Cockx.

### Quais
La station est de conception classique avec deux voies encadrées par deux quais latéraux.

### Intermodalité
La station est en correspondance avec la gare de Delta desservie par les lignes S4 et S7 du RER bruxellois.
En outre elle est desservie par les lignes 71 et 72 des autobus de Bruxelles, par les lignes R75 et R78 du réseau De Lijn et par la ligne E11 du réseau TEC.
Elle est aussi située à proximité immédiate d'un parking de dissuasion permettant aux automobilistes arrivant à Bruxelles par l'autoroute de Namur de quitter leur voiture avant d'affronter les éventuels embouteillages urbains.

## À proximité
- Campus de la plaine de l'Université libre de Bruxelles.
- Dépôt bus/métro de la STIB.
- Caserne de pompiers Delta
- Hôpital Delta